# 巴伊
巴伊（法語：Bailly，法語發音：[baji]）是法国伊夫林省的一个市镇，属于凡尔赛区。

## 地理
巴伊（48°50'29"N, 2°4'38"E）面积6.53 平方千米，位于法国法蘭西島大區伊夫林省，该省份为法国北部内陆省份，北起瓦兹河谷省，西接厄尔省，西南接厄尔-卢瓦省，东南接埃松省，东临上塞纳省。
与巴伊接壤的市镇（或旧市镇、城区）包括：马尔利勒鲁瓦、莱唐城、丰特奈勒弗勒里、卢沃谢讷、努瓦西勒鲁瓦、圣西尔莱科勒、凡尔赛、勒谢奈-罗康库尔。

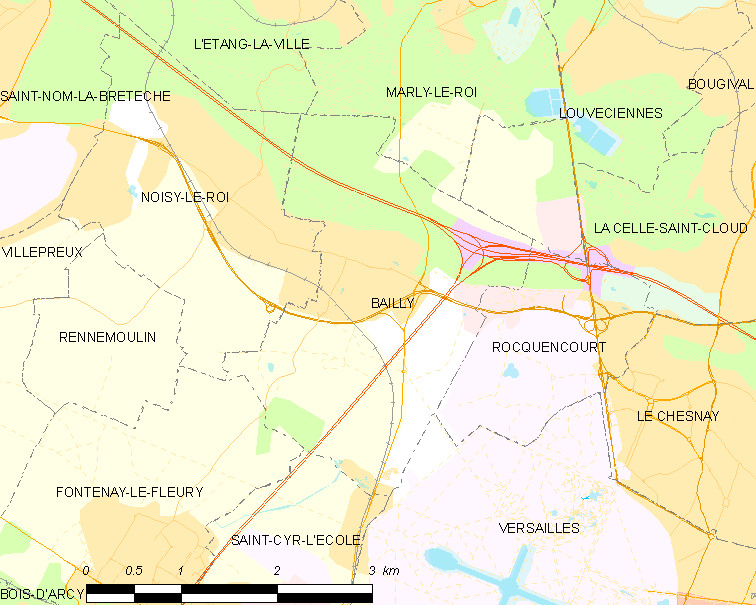
巴伊的OSM定位图

巴伊的时区为UTC+01:00、UTC+02:00（夏令时）。

## 行政
巴伊的邮政编码为78870，INSEE市镇编码为78043。

## 政治
巴伊所属的省级选区为勒谢奈-罗康库尔县。

## 人口

1962-2008年间巴伊人口变化图示

巴伊于2022年1月1日时的人口数量为3690人。